# PAMELAH
PAMELAH（パメラ）は、水原由貴と小澤正澄による日本の音楽ユニット。ビーイング所属。

## メンバー

### 活動休止時のメンバー
| 名前                         | プロフィール                | 担当                                     |
| ---------------------------- | --------------------------- | ---------------------------------------- |
| 水原由貴 （みずはら ゆき）   | 3月4日 日本 北海道 函館市   | ボーカル コーラス 作詞                   |
| 小澤正澄 （おざわ まさずみ） | 11月25日 日本 静岡県 金谷町 | ギター キーボードプログラミング作曲 編曲 |

### デビュー当時の編成
デビュー当時は2人組のユニット2つで構成された4人組のグループ、2×2(トゥーバイトゥー)のユニットとして紹介されていて、1stアルバムのブックレットでも2つのユニット名が表記されていた。（但し徳永・牟田の個人名はクレジットされていない）しかし、1996年頃からは言及されなくなりこの編成は事実上の消滅。
なお、水原・小澤以外のメンバーは実質的にはサポートメンバーで、楽曲制作・レコーディングには参加していないものと思われる。
SOUND＆BRAIN UNIT
- 水原由貴
- 小澤正澄

GROOVE＆BODY UNIT
- 徳永暁人（ベース）　ユニット消滅後も、1997年頃まではTV出演時にバックバンドとして出演。また、水原のソロシングル「LOVE IS PAIN」収録の「SWEET NIGHT SWEET KISS」の編曲も手掛けた。
- 牟田昌広（ドラム）　元・マグネッツ。正確な時期は不明だが、2ndシングル発売以降に脱退したものと思われる。1997年にサティスファクションでデビュー、脱退。1999年に元・黒夢の清春と共にSADSを結成。
- 倉澤圭介（ドラム）　元・DEENのメンバー。牟田の脱退後に、代わりにTV出演などをするも正式にメンバーに加入していたかは不明。また、松原"マツキチ"寛と同一人物説もあり、そちらも定かではない。

## 概要
1992年に結成。水原は高校卒業後、函館KENTO'Sでオールディーズ・ナンバーを中心に歌っていたが、東京KENTO'Sに移籍後、ビーイング・グループに入ることになり、それまで作家として楽曲提供の活動を行っていた小澤を長戸大幸が紹介したことがきっかけで結成される。
1年弱を主にスタジオ・ワークで過ごしたのち、1995年に日本コロムビアより『LOOKING FOR THE TRUTH』でデビュー。TV出演しない事が多いビーイング系アーティストの中で『ミュージックステーション』、『COUNT DOWN TV』など、数多くの音楽番組に出演。毎年アルバムを制作するなどコンスタントに活動し、1999年には初のトーク・イベントも開催されファンクラブも結成された。
しかし、2000年以降は、2000年3月にボーカルの水原由貴がソロシングルを発売したもののPAMELAHとしての表立った音楽活動は一切無くなり2001年に活動休止したとされる（実質的な解散）。2003年、『complete of PAMELAH at the BEING studio』発売後にファンクラブ会員に正式に活動停止が通知された。
オリコン調べによるCD売上は、シングルでは7thシングル『SPIRIT』の13.8万枚が自己最高。アルバムでは1stアルバム『Truth』から3rdアルバム『SPIRIT』までいずれも20万枚前後、ベストアルバム『HIT COLLECTION -CONFIDENCE-』では25.2万枚を記録している。

## ユニット名の由来
PAMELAHの名前は長戸が命名。『BEST OF BEST 1000 PAMELAH』のライナーノーツによると、グループ名の由来は1960年代に映画スターとして人気を得ていたグラビア系女優パメラ・ティフィンからとされており、長戸がリアル・タイムで見た映画『踊れ!サーフィン』・『動く標的』に出演していたことによる。

## ディスコグラフィ

### シングル
|      | 発売日         | タイトル               | 規格品番   | 最高位 |
| ---- | -------------- | ---------------------- | ---------- | ------ |
| 1st  | 1995年2月21日  | LOOKING FOR THE TRUTH  | CODA-533   | 26位   |
| 2nd  | 1995年7月26日  | I FEEL DOWN            | CODA-712   | 30位   |
| 3rd  | 1995年11月8日  | キレイになんか愛せない | CODA-822   | 31位   |
| 4th  | 1996年2月21日  | I shall be released    | CODA-910   | 26位   |
| 5th  | 1996年7月31日  | BLIND LOVE             | CODA-976   | 20位   |
| 6th  | 1996年11月20日 | 涙                     | CODA-1080  | 24位   |
| 7th  | 1997年2月5日   | SPIRIT                 | CODA-1171  | 15位   |
| 8th  | 1997年7月16日  | いとしいキミ           | CODA-1219  | 25位   |
| 9th  | 1997年11月19日 | CONFIDENCE             | CODA-1385  | 37位   |
| 10th | 1998年6月3日   | TWO OF HEARTS          | CODA-1448  | 30位   |
| 11th | 1998年8月5日   | キズナ                 | CODA-1601  | 34位   |
| 12th | 1999年2月24日  | 記憶                   | CODA-50043 | 50位   |
| 13th | 1999年6月2日   | 許されない恋           | CODA-50076 | 49位   |
| 14th | 1999年8月25日  | individualism          | CODA-50134 | 50位   |

### アルバム

#### オリジナルアルバム
|     | 発売日         | タイトル | 規格品番   | 最高位 |
| --- | -------------- | -------- | ---------- | ------ |
| 1st | 1995年12月21日 | Truth    | COCA-13067 | 14位   |
| 2nd | 1996年9月4日   | Pure     | COCA-13685 | 3位    |
| 3rd | 1997年3月26日  | SPIRIT   | COCA-14087 | 7位    |
| 4th | 1998年9月30日  | HEARTS   | COCP-30048 | 9位    |
| 5th | 1999年9月29日  | ism      | COCP-50154 | 18位   |

#### ベストアルバム
|     | 発売日         | タイトル                                          | 規格品番   | 最高位 |
| --- | -------------- | ------------------------------------------------- | ---------- | ------ |
| 1st | 1997年12月20日 | HIT COLLECTION -CONFIDENCE-                       | COCA-14772 | 9位    |
| 2nd | 2003年1月25日  | complete of PAMELAH at the BEING studio（非公認） | JBCJ-5007  | 126位  |
| 3rd | 2007年12月12日 | BEST OF BEST 1000 PAMELAH（非公認）               | JBCS-1008  | 237位  |

#### リミックスアルバム
| 発売日        | タイトル                     | 規格品番   | 最高位 |
| ------------- | ---------------------------- | ---------- | ------ |
| 1999年7月28日 | REMIX EDITION〜PAMELAHOLIC〜 | COCP-50117 | 39位   |

### 映像作品
|     | 発売日        | タイトル    | 規格品番   |
| --- | ------------- | ----------- | ---------- |
| 1st | 1997年9月10日 | VIDEO CLIP  | COVA-4991  |
| 2nd | 1999年9月29日 | VIDEO CLIP2 | COVA-50155 |

### 参加作品
| 発売日        | タイトル                                   | 規格品番    | 曲順       | 楽曲                  |
| ------------- | ------------------------------------------ | ----------- | ---------- | --------------------- |
| 1997年4月19日 | HIT JAM                                    | COCA-14173  | M.1        | 涙                    |
| 2011年3月23日 | テレビ朝日 アニメソング-Silver-            | COCX-36655  | M.5        | SPIRIT                |
| 2012年8月8日  | LEGEND of 90's J-ROCK「LIVE BEST & CLIPS」 | JBBS-5005/6 | DISC2/M.38 | LOOKING FOR THE TRUTH |
| 2012年8月8日  | LEGEND of 90's J-ROCK「LIVE BEST & CLIPS」 | JBBS-5005/6 | DISC2/M.39 | SPIRIT                |

## タイアップ一覧
| 使用年 | 曲名                   | タイアップ                                                                  |
| ------ | ---------------------- | --------------------------------------------------------------------------- |
| 1995年 | LOOKING FOR THE TRUTH  | テレビ朝日系『音楽ニュース・HO』エンディングテーマ                          |
| 1995年 | I FEEL DOWN            | テレビ朝日系『音楽ニュース・HO』エンディングテーマ                          |
| 1995年 | キレイになんか愛せない | テレビ朝日系『ぱふぉぱふぉ』オープニングテーマ                              |
| 1996年 | I shall be released    | テレビ朝日系『音楽ニュース・HO』エンディングテーマ                          |
| 1996年 | BLIND LOVE             | テレビ朝日系『リングの魂』オープニングテーマ                                |
| 1996年 | 涙                     | テレビ朝日系『上岡龍太郎の金印』オープニングテーマ                          |
| 1997年 | SPIRIT                 | テレビ朝日系アニメ『地獄先生ぬ〜べ〜』エンディングテーマ（第30話 - 第47話） |
| 1997年 | いとしいキミ           | スズキ「NEW Jimny」CFソング                                                 |
| 1997年 | いとしいキミ           | テレビ朝日系『陽気にカプチーノ』エンディングテーマ                          |
| 1997年 | CONFIDENCE             | テレビ朝日系『リングの魂』オープニングテーマ                                |
| 1998年 | TWO OF HEARTS          | テレビ朝日系『お笑い向上委員会 笑わせろ!』オープニングテーマ                |
| 1998年 | TWO OF HEARTS          | オートバックス CMソング                                                     |
| 1998年 | キズナ                 | テレビ東京系特撮ドラマ『仮面天使ロゼッタ』エンディングテーマ                |
| 1999年 | 許されない恋           | 日本テレビ系shin-D『ア・オ・ゾ・ラ・マ・ー・ジ・ャ・ン』主題歌              |
| 1999年 | individualism          | テレビ朝日系『真夜中人魚』オープニングテーマ                                |